# Bắn cung tại Đại hội Thể thao châu Á 1986
Bắn cung đã được thi đấu tại Đại hội Thể thao châu Á 1986 ở Seoul, Hàn Quốc từ ngày 27 đến ngày 30 tháng 9. Cuộc thi đấu bao gồm chỉ nội dung thi đấu cung một dây.

## Danh sách huy chương

### Nam
| Nội dung     | Vàng                                                                      | Bạc                                                                                    | Đồng                                                                 |
| ------------ | ------------------------------------------------------------------------- | -------------------------------------------------------------------------------------- | -------------------------------------------------------------------- |
| Cá nhân      | Matsushita Takayoshi · Nhật Bản                                           | Yang Chang-Hoon · Hàn Quốc                                                             | Koo Ja-Chung · Hàn Quốc                                              |
| Cá nhân 30 m | Yang Chang-Hoon · Hàn Quốc                                                | Koo Ja-Chung · Hàn Quốc                                                                | Chun In-Soo · Hàn Quốc                                               |
| Cá nhân 50 m | Yang Chang-Hoon · Hàn Quốc                                                | Matsushita Takayoshi · Nhật Bản                                                        | Yamamoto Hiroshi · Nhật Bản                                          |
| Cá nhân 70 m | Yang Chang-Hoon · Hàn Quốc                                                | Koo Ja-Chung · Hàn Quốc                                                                | Chun In-Soo · Hàn Quốc                                               |
| Cá nhân 90 m | Matsushita Takayoshi · Nhật Bản                                           | Koo Ja-Chung · Hàn Quốc                                                                | Chun In-Soo · Hàn Quốc                                               |
| Đồng đội     | Hàn Quốc · Chun In-Soo · Koo Ja-Chung · Park Kyung-Sang · Yang Chang-Hoon | Nhật Bản · Kawai Tokuyuki · Matsushita Takayoshi · Shimamura Ichiro · Yamamoto Hiroshi | Trung Quốc · Cao Linh · Đoàn Hồng Quân · Lương Khâu Trung · Lỗ Quang |

### Nữ
| Nội dung     | Vàng                                                            | Bạc                                                                       | Đồng                                                                  |
| ------------ | --------------------------------------------------------------- | ------------------------------------------------------------------------- | --------------------------------------------------------------------- |
| Cá nhân      | Park Jung-Ah · Hàn Quốc                                         | Kim Jin-Ho · Hàn Quốc                                                     | Kim Mi-Ja · Hàn Quốc                                                  |
| Cá nhân 30 m | Kim Jin-Ho · Hàn Quốc                                           | Park Jung-Ah · Hàn Quốc                                                   | Kim Mi-Ja · Hàn Quốc                                                  |
| Cá nhân 50 m | Park Jung-Ah · Hàn Quốc                                         | Kim Mi-Ja · Hàn Quốc                                                      | Mã Tường Quân · Trung Quốc                                            |
| Cá nhân 60 m | Kim Jin-Ho · Hàn Quốc                                           | Park Jung-Ah · Hàn Quốc                                                   | Kodama Akiko · Nhật Bản                                               |
| Cá nhân 70 m | Mã Tường Quân · Trung Quốc                                      | Kim Jin-Ho · Hàn Quốc                                                     | Park Jung-Ah · Hàn Quốc                                               |
| Đồng đội     | Hàn Quốc · Kim Jin-Ho · Kim Mi-Ja · Lee Seon-Hee · Park Jung-Ah | Trung Quốc · Lý Nhân Phong · Mã Thiệu Dung · Mã Tường Quân · Diêu Nhã Văn | Nhật Bản · Ishizu Hiroko · Kodama Akiko · Shibata Masayo · Suwa Keiko |

## Bảng huy chương
| 1       | Hàn Quốc   | 9  | 9  | 7  | 25 |
| 2       | Nhật Bản   | 2  | 2  | 3  | 7  |
| 3       | Trung Quốc | 1  | 1  | 2  | 4  |
| Tổng số | Tổng số    | 12 | 12 | 12 | 36 |